# FIFA 20
FIFA 20  är ett fotbollsspel som utvecklas av EA Sports och utgivs av Electronic Arts. Spelet släpptes internationellt den 27 september 2019 till Microsoft Windows, Playstation 4, Xbox One och Nintendo Switch.